# Stefaniola kenderlensis
Stefaniola kenderlensis är en tvåvingeart som beskrevs av Fedotova 1998. Stefaniola kenderlensis ingår i släktet Stefaniola och familjen gallmyggor.
Artens utbredningsområde är Kazakstan. Inga underarter finns listade i Catalogue of Life.